# کارنو (دهانه)
کارنو یک دهانه برخوردی در ماه‌ است.

## دهانه‌های اقماری
این دهانه ۱ دهانه اقماری دارد.
| Carnot | عرض جغرافیایی | طول جغرافیایی | قطر          |
| ------ | ------------- | ------------- | ------------ |
| F      | ۵۲.۵° N       | ۱۳۸.۹° W      | ۳۵.۰ کیلومتر |